# 莫洛波河
莫洛波河（英語：Molopo River）是非洲南部的河流，河道全長約960公里，河水流動為間歇性。當百年一遇的洪水湧到，莫洛波河便可在座標28°31′2″S 20°12′46″E / 28.51722°S 20.21278°E流入奧蘭治河。
莫洛波河是博茨瓦納和南非接壤邊界的一部分，南非城市梅富根被認為是發源地，諾索布河支流在海拔890米的地方流入莫洛波河。